# 1949 en Lorraine
Chronologie de la Lorraine
- 1945
- 1946
- 1947
- 1948
- 1949
- 1950
- 1951
- 1952
- 1953

Cette page est une liste d'événements qui se sont produits durant l'année 1949 en Lorraine.

## Évènements

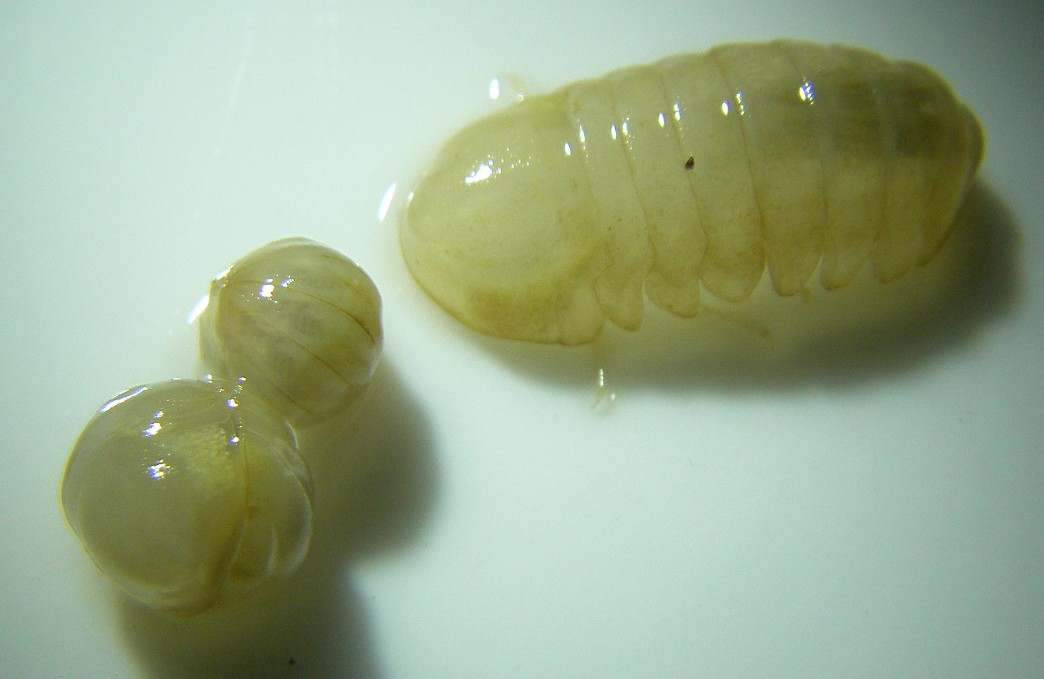
Deux exemplaires de Cæcosphæroma enroulés et un de Cæcosphæroma à plat. Ces trois exemplaires proviennent du Spéléodrome de Nancy (Villers-lès-Nancy, France).

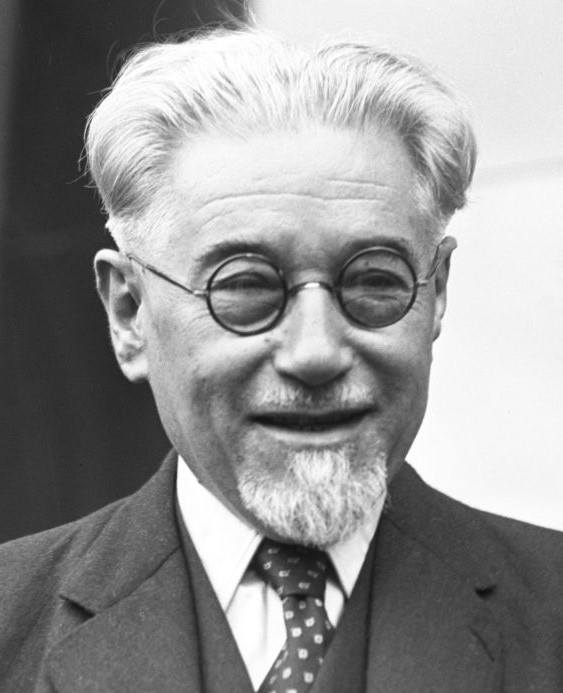
Paul Ramadier.

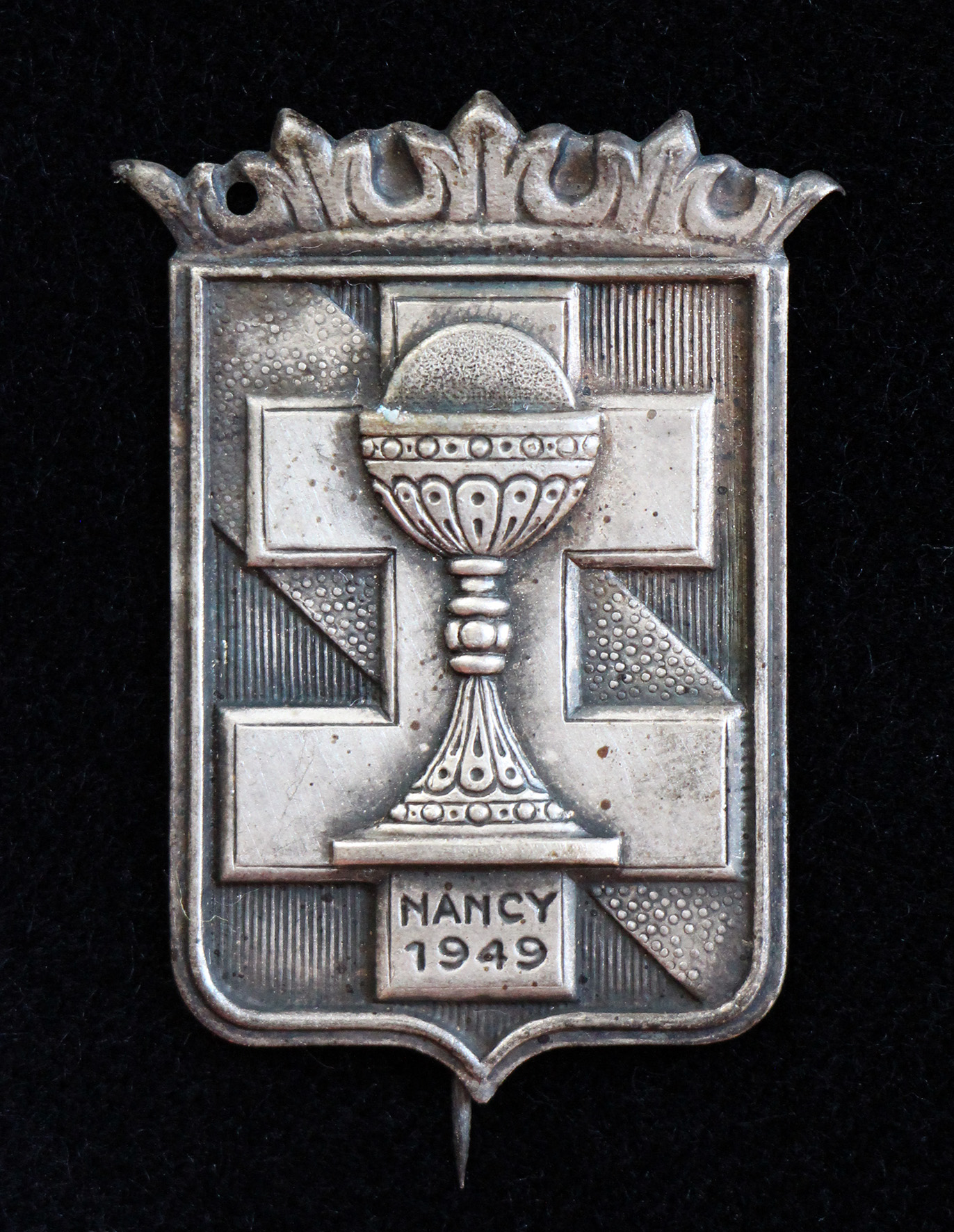
Insigne du Congrès eucharistique national Nancy 1949.

- Maréville prend le nom de centre psychothérapique[1]
- Fondation du Cercle d'études locales du Toulois[2].
- Le quotidien  L’Éclair de L’Est disparait[3].
- La production agricole de la Moselle n'atteint que cette année celle de 1938[4].
- Fermeture de la mine d'Auboué[5].

- 28 février : Saint-Dié-des-Vosges est décorée de la Légion d'honneur : « Déjà meurtrie au cours de la guerre 1914-1918, décorée de la croix de guerre, a connu, au cours du deuxième conflit mondial, la situation la plus tragique. Totalement isolée pendant les trois mois qui précédèrent sa libération, est devenue le centre d’hébergement des populations évacuées de force et le lieu de repli d’une grande partie des gestapos et milices de France. Après un long bombardement, la déportation de la plupart de ses hommes valides et l’expulsion des deux tiers de ses habitants, la ville a été systématiquement incendiée par l’ennemi, son patrimoine artistique et historique anéantis par le feu et la dynamite. Saint-Dié a supporté ces épreuves répétées avec le courage et la dignité dus à son fervent patriotisme et à son glorieux passé. »
- 24 mars : Bruno Condé et B. Brutel découvrent des diploures campodéidés dans l'extrémité sud de la galerie des Merveilles de la Grotte Sainte-Reine[6]. L'eau stagnante de la salle de l'Écho est peuplée de crustacés isopodes du genre Caecosphaeroma[7].
- 22 avril : « Stade Universitaire Lorraine » (SUL) fusionne avec l'Étudiants Club de Nancy et adopte son nom actuel : Stade Lorrain Université Club.
- Juillet 1949, au cours de la 25ème année sainte : 14e congrès eucharistique national présidé par le Cardinal Tisserand à Nancy[8], en présence de l'abbé Pierre, député[9].
- 31 juillet : Pulligny reçoit la croix de guerre le 31 juillet 1949 des mains du ministre Paul Ramadier[10].
- Août : élection de la Reine de la mirabelle 1949 : Raymonde Philippi[11].

## Inscriptions ou classement aux titre des monuments historiques
- Immeuble (Lunéville, 61 rue de Lorraine).

## Naissances

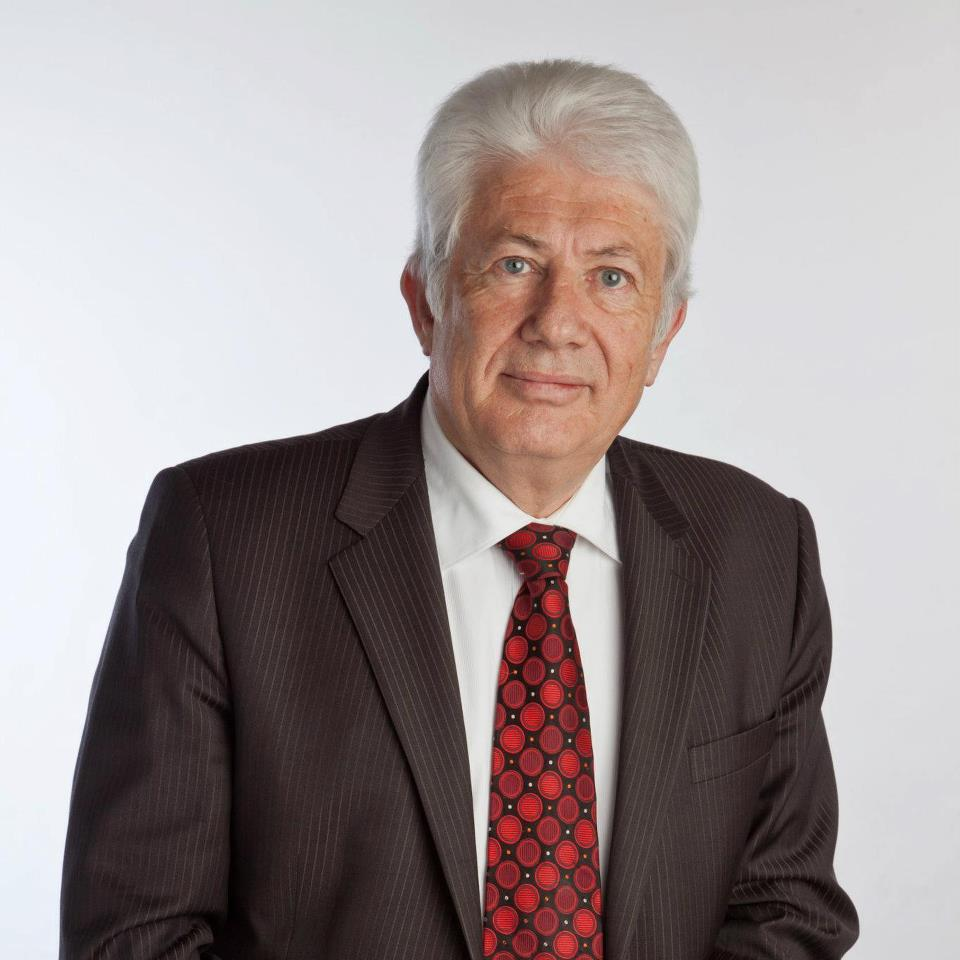
Christian Franqueville.

- à Nancy : Alexandre Dumal, pseudonyme de Charles Maestracci, écrivain et acteur français, auteur de roman policier et de littérature d'enfance et de jeunesse.
- Rosine Lagier (née Rosine Legrand), auteure lorraine, conférencière et organisatrice d’expositions itinérantes, née en 1949 au Saulcy dans les Vosges.
- Francis Grosjean, photographe et réalisateur français né en 1949 à Remiremont, dans les Vosges. Il a réalisé des films institutionnels, publicitaires, documentaires et des courts métrages de fiction. Des années 1970 aux années 2000, il a été l'un des réalisateurs de films d'entreprise les plus sollicités et les plus primés. Il a reçu en 2008 le Prix SCAM pour l'ensemble de son œuvre institutionnelle[12]. Depuis 2014, il se consacre à sa première passion, la photographie, avec des créations fractales de la nature[13].
- 4 janvier à Metz : Jean Viard, sociologue, éditeur, homme politique français et homme médiatique.
- 6 février à Neuves-Maisons : Gérard Grégoire, footballeur français, mort le 23 octobre 1980[14] à Dole. Joueur emblématique du Troyes AF, ce joueur était défenseur, mais jouait parfois milieu de terrain.
- 9 février à Joeuf : Gérard Ugolini, athlète français, spécialiste du saut en longueur.
- 16 février à Nancy : Marc de Jonge, acteur français mort le 10 mars 1996 à Paris des suites d'une chute accidentelle.
- 17 février à Nancy : Gérard Croissant, dit « Frère Éphraïm[15] », né dans une famille protestante, est l'un des fondateurs de la Communauté des Béatitudes[16].
- 17 mars à Moyeuvre-Grande : Gérard Streiff, journaliste, essayiste et romancier français. Il a été directeur de collection. Ses romans documentés le classent dans la catégorie des historiens fictionnels.
- 18 mars à Thionville : Martine Clémenceau[17], chanteuse française.
- 31 mars à Laxou : Gérard Pleimelding, footballeur français[18].
- 16 avril à Châtel-sur-Moselle : Jacky Boxberger, mort accidentellement le 9 août 2001 dans le parc national de Tsavo East (Kenya), athlète français spécialiste des courses de demi-fond et de fond.
- 19 avril au Val-d'Ajol : Michel Joly, footballeur français. Au poste d'arrière central, il débute au FC Nancy avant de montrer son jeu à Valenciennes, Lens et Nice dans les années 1970 et 1980.
- 14 mai à Saulxures-lès-Bulgnéville (Vosges) : Christian Franqueville, homme politique français du parti socialiste, député de la 4e circonscription des Vosges de 1997 à 2002, puis de 2012 à 2017.
- 15 mai à Neufchâteau (Vosges) : Jean-François Hory, mort le 28 décembre 2017 à Chalon-sur-Saône[19],[20], homme politique français.
- 21 mai à Dombasle-sur-Meurthe : Bernard Bajolet, diplomate français, spécialiste du renseignement, expert du monde arabo-musulman et ancien directeur général de la Sécurité extérieure (DGSE).
- 10 juin à Nancy : Claude Jeancolas[21], mort le 10 février 2016 dans le 13e arrondissement de Paris[22],[23],[24], écrivain, historien d’art et journaliste français.
- 14 juin à Nancy : François Godement, historien français, spécialiste de la Chine et des relations internationales en Asie de l'Est. Professeur des universités en science politique retraité, il est actuellement conseiller pour l'Asie à l'Institut Montaigne.
- 20 juin à Nancy : Jean-Paul Généraux, dit JP Géné, mort le 23 mars 2017 à Paris[25], est un chroniqueur gastronomique français.
- 29 juin à Nancy : Jean-Paul Généraux, dit JP Géné, mort le 23 mars 2017 à Paris[26], chroniqueur gastronomique français.
- 17 juillet à Jarville-la-Malgrange : Jacky Receveur, mort le 29 mai 2016 à Golbey (Vosges), footballeur français. Il a évolué au poste de milieu de terrain dans les années 1970, principalement au Stade athlétique spinalien.
- 27 juillet à Moyeuvre-Grande : Jean-Louis Trévisse, pseudonyme de Jean-Louis Schmitt, peintre et sculpteur français, mort le 12 décembre 1998 à Briey (Meurthe-et-Moselle).
- 2 août à Pouilly-sur-Meuse : Jean-Baptiste Gobert, mort le 24 décembre 1921 à Paris[27], commerçant français, fondateur et propriétaire des grands magasins de vêtements À Réaumur à Paris (rue Réaumur) et en Belgique.
- 8 août à Nancy : Marie, de son vrai nom Marie-France Dufour, chanteuse française, morte le 18 octobre 1990 à Colombes d'une leucémie foudroyante.
- 9 août à Badonviller : Jean-Claude Larchet[28] à Badonviller (Meurthe-et-Moselle), patrologue et théologien orthodoxe français.
- 17 août à Colmey : Hubert de Boissonneaux de Chevigny, mort le 27 décembre 2022 à Ars-Laquenexy[29],[30], aviateur, explorateur, concepteur d'avion, conférencier français.
- 16 septembre à Nancy : Daniel Sap, footballeur français. Il évolue au poste de défenseur durant les années 1970.
- 30 septembre à Creutzwald : François Roche, mort le 16 août 2009 à Lagnieu, dans l'Ain), universitaire français, qui fut spécialiste d’iconographie classique grecque, étrusque et romaine. Assumant à partir du début des années 1980 de nombreuses fonctions administratives dans le domaine culturel, il a notamment été directeur de l’Institut français de Florence de 1997 à 2001.
- 1er octobre à Saint-Dié-des-Vosges : Sacha Ketoff, mort le 8 avril 2014 à Paris, artiste peintre et designer franco-italien.
- 25 novembre à Bouligny : François Czekaj, footballeur français.
- 2 décembre à Épinal : Francis Didier, karatéka français, actuellement 7e dan. Champion d'Europe en kumite individuel masculin open aux championnats d'Europe de karaté 1972[31], il est depuis 2001 le président de la Fédération française de karaté et disciplines associées, ayant été réélu successivement en 2005, 2009[32], 2013[33], 2016 et 2020[34].
- 6 décembre à Pont-Saint-Vincent : Jacques Rousselot, homme d'affaires français, président du club de football de l'AS Nancy-Lorraine depuis 1994 après en avoir été le principal sponsor à partir de 1987.

## Décès
- 20 mai à Toul : Charles Fringant , homme politique français né le 31 mars 1872 à Toul (Meurthe-et-Moselle).
- 5 août à Metz : Raphaël de Westphalen (né le 12 juillet 1873 à Metz), médecin et folkloriste mosellan.